# Hermann Balck

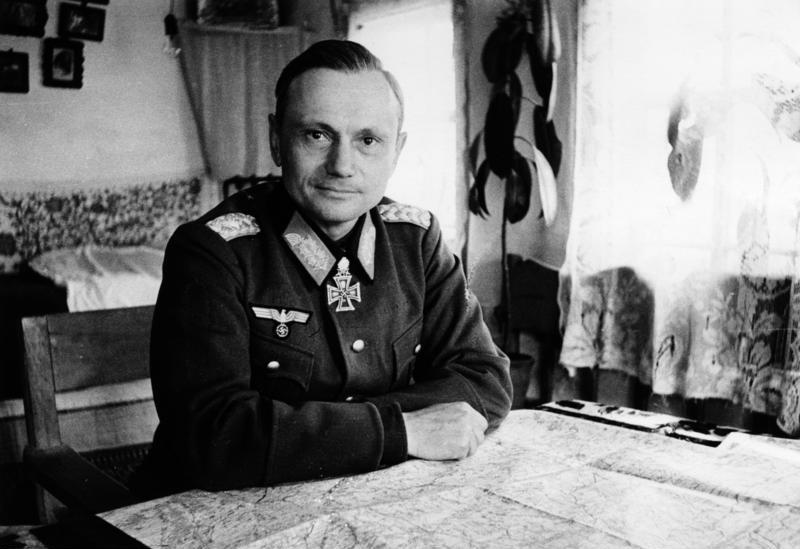
Hermann Balck 1943

Georg Otto Hermann Balck (* 7. Dezember 1893 in Danzig-Langfuhr; † 28. November 1982 in Eberbach-Rockenau) war ein deutscher General der Panzertruppe und Heeresgruppenbefehlshaber im Zweiten Weltkrieg.

## Leben
Hermann Balck war der Sohn des späteren preußischen Generalleutnants William Balck und dessen Ehefrau Mathilde. Er trat am 10. April 1913 als Fahnenjunker in das Hannoversche Jäger-Bataillon Nr. 10 in Goslar ein. Vom 12. Februar 1914 bis zum Ausbruch des Ersten Weltkrieges besuchte er die Kriegsschule Hannover. Er kehrte dann zu seinem Bataillon zurück und zog mit diesem als Zugführer an die Front, wo er am 10. August 1914 zum Leutnant befördert wurde. Er fungierte vom 12. August bis zum 30. Oktober 1914 als Bataillonsadjutant. Durch eine Verwundung, die er am 30. Oktober 1914 erlitten hatte, war er bis zum 6. Februar 1915 dienstunfähig. Nach seiner Wiederherstellung diente er bis zu einer abermaligen Verwundung am 28. Juni 1915 im Reserve-Jäger-Bataillon Nr. 22. Für sein Wirken während des Krieges wurde Balck mit beiden Klassen des Eisernen Kreuzes, dem Ritterkreuz des Königlichen Hausordens von Hohenzollern mit Schwertern, dem Verwundetenabzeichen in Gold, dem Bayerischen Militärverdienstorden IV. Klasse mit Schwertern sowie dem Österreichischen Militärverdienstkreuz III. Klasse mit der Kriegsdekoration ausgezeichnet.
Nach dem Kriegsende im November 1918 war Balck Kompanieführer bei einem Freiwilligen-Jäger-Bataillon und nahm am Posener Aufstand teil. Anfang August 1919 wurde er in die vorläufige Reichswehr übernommen, war zunächst im Reichswehr-Infanterie-Regiment 20 tätig und kam Anfang Oktober 1920 in das Infanterie-Regiment 17. Mit seiner Kommandierung zur Führergehilfenausbildung erfolgte am 1. Januar 1923 die Versetzung in das 18. Reiter-Regiment und bis Februar 1929 avancierte er zum Rittmeister.
Balck war bei Beginn des Zweiten Weltkriegs Oberstleutnant und Sachbearbeiter im Oberkommando des Heeres (In 3/In 6). Als Kommandeur des Schützenregiments 1 nahm er an der Schlacht bei Sedan im Westfeldzug (Mai/Juni 1940) teil und erhielt dafür das Ritterkreuz des Eisernen Kreuzes; dann kehrte er für ein Jahr ins Oberkommando des Heeres (OKH) zurück. Im Sommer 1942 wurde er zum Generalmajor ernannt und befehligte die 11. Panzer-Division an der Ostfront.
Balck kommandierte vom 3. April bis 10. Juni 1943 die motorisierte Infanteriedivision „Großdeutschland“.
Dann folgte eine ungewöhnlich schnelle Karriere, in deren Verlauf Balck mehrfach vorzeitig befördert wurde; er erhielt zahlreiche hohe Auszeichnungen bis hin zum Ritterkreuz mit Eichenlaub, Schwertern und Brillanten (das nur 27-mal verliehen wurde) am 31. August 1944. Bereits Ende 1943 war er General der Panzertruppe und Kommandierender General des XXXXVIII. Panzerkorps. Im August 1944 wurde Balck zum Oberbefehlshaber der 4. Panzerarmee ernannt, wechselte aber schon im September an die Westfront und wurde Nachfolger von Generaloberst Johannes Blaskowitz als Oberbefehlshaber der Heeresgruppe G im Elsass. Im November 1944 befahl er die systematische Zerstörung der Städte Anould, Gérardmer, La Bresse und Saint-Dié-des-Vosges; die männliche Bevölkerung zwischen 15 und 60 Jahren sollte geschlossen zur Zwangsarbeit über den Rhein deportiert werden. Da Balck den Vormarsch der Amerikaner unter George S. Patton zur Reichsgrenze nicht aufhalten konnte (siehe Kampf um Elsaß-Lothringen (1944)), wurde Blaskowitz im Dezember wieder in sein altes Kommando eingesetzt, und Balck kehrte an die Ostfront zurück, wo er bis zum Kriegsende die 6. Armee in Ungarn befehligte und sich im Mai 1945 den Amerikanern in der Steiermark ergab.
Von 1945 bis 1947 war Balck in US-amerikanischer Kriegsgefangenschaft; dann arbeitete er als Lagerarbeiter. Er wurde 1948 verhaftet und von einem Stuttgarter Schwurgericht zu drei Jahren Gefängnis verurteilt, von denen er achtzehn Monate absaß. Balck hatte im November 1944 den Artilleriekommandeur Oberstleutnant Johann Schottke erschießen lassen. Dieser war völlig betrunken in seinem Bunker aufgefunden worden und hatte sich nicht mehr an die Stellungen seiner Geschütze erinnern können. Die Erschießung hatte ohne Standgerichtsurteil stattgefunden und war deswegen rechtswidrig.
1950 wurde Balck vom Pariser Militärgericht angeklagt. Dies erfolgte in einem Verfahren, wo es um ein Vorgehen der Verbrannten Erde in Frankreich Ende 1944 ging. U. a. die französischen Städte Gérardmer, La Bresse und Saint-Dié-des-Vosges waren dabei zerstört worden. Der verantwortliche deutsche General Balck wurde 1950 in Abwesenheit durch das Pariser Militärgericht zu 20 Jahren Zwangsarbeit verurteilt, musste seine Strafe jedoch nie antreten. Neben Balck waren auch der ehemalige Kommandierende General der IV. Luftwaffenfeldkorps, General Erich Petersen, der ehemalige Oberbefehlshaber der 19. Armee, General der Infanterie Friedrich Wiese, und Otto Schiel als ehemalige Kommandeur der 198. Infanterie-Division angeklagt. Wiese wurde freigesprochen. Petersen und Schiel wurde vom französischen Gericht wegen Kriegsverbrechen schuldig gesprochen. Aufgrund einer französischen Verordnung von 1944 mussten aber beide die Strafe doch nicht antreten. Balck gab im Verfahren von Schiel eine eidesstattliche Erklärung ab, wobei er die militärische Notwendigkeit der Zerstörung der Stadt angab und sich nach gültigem Kriegsgesetz handeln sah. Er gab an, dass es für die der Heeresgruppe unterstellen Einheiten, wie es die von Schiel geführte Division war, keine Möglichkeit der Befehlsänderung gab und Zuwiderhandeln zu kriegsgerichtlichen Folgen geführt hätte. Auch Petersen äußerte sich schriftlich im Verfahren und bezieht sich dabei auf die Aussagen von General Balck, was er als Bestätigung für seine und Schiels Unschuld ansah.
Balck gehörte zu den wenigen von US-Truppen gefangengenommenen Kommandeuren, die sich weigerten, am postwar historical debriefing program der US Army in den späten 1940er und frühen 1950er Jahren teilzunehmen. Ende der 1970er Jahre nahmen er und Friedrich Wilhelm von Mellenthin – zusammen mit ehemaligen US-Generälen – an einigen Symposien am U.S. Army War College teil.
Er wurde 1982 auf dem Hasefriedhof in Osnabrück bestattet.

## Schriften
- Ordnung im Chaos. Erinnerungen 1893–1948. Biblio Verlag, Osnabrück 1981, ISBN 3-7648-1176-5.
  - englische Übersetzung: Order in Chaos: The Memoirs of General of Panzer Troops Hermann Balck.  University Press of Kentucky; annotated Edition (Mai 2015), ISBN 978-0-8131-6126-6.[9]